# Антоніни (династія)
Антоні́ни — третя після Юліїв-Клавдіїв та Флавіїв династія римських імператорів (96-192 рр.)
Правили, спираючись на армію та рабовласницьку знать не лише західних, а й східних провінцій. Період правління Антонінів характерний зростанням кризи рабовласницького ладу, поглибленням соціальних суперечностей. Також їх правління характеризується добрими стосунками імператорів з сенатом: сенат поповнювався з числа провінційної знаті, а самі сенатори не піддавалися політичним репресіям; жоден імператор із представників династії, за винятком Коммода, не був рідним сином своєму попереднику — проводилася процедура усиновлення. Перших п'ять імператорів з династії Антонінів прийнято називати «п'ятьма добрими імператорами» — за час їх правління Римська імперія досягла максимального розширення (відбулося це за Траяна в результаті переможних війн з даками та Парфією). Втім, останній імператор з династії Антонінів Коммод, який не був здатен керувати країною, до числа так званих «хороших імператорів» не входить. Його було вбито, а в імперії почалася довготривала криза. Династія Антонінів проіснувала приблизно 100 років.

### Представники династії
- Нерва (96–98)
- Траян (98–117)
- Адріан (117–138)
- Антоній Пій (138–161)
- Марк Аврелій (161–180)
- Коммод (180–192)